# Fabi Ambust
Els Fabi Ambust (llatí: Fabii Ambusti) foren una branca de la gens Fàbia que portà el cognomen d'Ambust. El primer a portar el nom va ser Quint Fabi Vibulà Ambust, cònsol l'any 412 aC, que era probablement fill de Numeri Fabi Vibulà, cònsol el 421 aC, de la branca dels Fabi Vibulà. Després de Quint Fabi Vibulà Ambust, els membres d'aquesta branca abandonaren el cognomen original i adoptaren el d'Ambust. Al seu torn, Quint Fabi Ambust adoptà rebé el nom de Màxim, i l'empraren com a cognomen els seus descendents, els Fabi Màxim. Els Fabi Ambust ocuparen les posicions de més rellevància política durant tot el segle iv aC.
Els personatges principals d'aquesta família foren:
- Quint Fabi Vibulà Ambust, cònsol el 412 aC, de la família dels Fabi Vibulà.
- Marc Fabi Ambust, pontífex màxim el 390 aC, fill o germà de l'anterior.
  - Cesó Fabi Ambust, qüestor el 409 aC, i tribú amb potestat consular el 404 aC, 401 i 395.
    - Marc Fabi Ambust, tribú amb potestat consular el 381 aC i el 369.
      - Fàbia Major, casada amb Servi Sulpici Pretextat.
      - Fàbia Menor, casada amb Gai Licini Calvus Estoló.
      - Quint Fabi Ambust, dictador el 321 aC.

  - Numeri Fabi Ambust, tribú amb potestat consular el 406 aC.
    - Marc Fabi Ambust, cònsol el 360 aC, 356 i 364.
      - Marc Fabi Ambust, magister equitum el 322 aC.
      - Gai Fabi Ambust, magister equitum el 315 aC.
      - Quint Fabi Màxim Rul·lià, cònsol cinc vegades entre el 322 aC i el 295 aC.
        - Segueixen els Fabi Màxim.

    - Gai Fabi Ambust, cònsol el 358 aC.

  - Quint Fabi Ambust, tribú amb potestat consular el 390 aC.